# Delirium (Band)
Delirium war eine niederländische Death-Metal-Band aus Hoorn, die im Jahr 1987 gegründet wurde und sich ca. 1990 wieder auflöste.

## Geschichte
Die Band wurde im Jahr 1987 gegründet. Nachdem die Band die ersten Lieder entwickelt hatte, folgten die ersten beiden Demos Delirium (1988) und Amputation (1989). Zudem hatte sich nach mehreren Besetzungswechseln mit Sänger und Gitarrist Mark Honout, Bassistin Laura Beringer und Schlagzeuger Han Swagerman eine feste Besetzung gefunden. In dieser Besetzung nahm die Band ihr Debütalbum Zzooouhh auf, das im Jahr 1990 bei Prophecy Records erschien. Danach löste sich die Band wieder auf.

## Stil
Die Musik der Band zeichnete sich besonders durch den aggressiven, gutturalen Gesang aus, wobei sich die Lieder meist im Midtempo-Bereich bewegten, wobei dieser „aber unheimlich heavy, düster und brutal“ waren. Die Gitarrenriffs werden als „sinister“ und „entrückt“ beschreiben. Vergleichbar ist die Musik mit den Werken von Hellhammer, den frühen Bathory und Celtic Frost. Frank Albrecht vom Rock-Hard-Magazin schrieb, „abgesehen vom Gesang klingen DELIRIUM von A bis Z wie Celtic Frost. Die Jungs schrecken noch nicht mal davor zurück, komplette Songpassagen von den Frosties ungeändert zu übernehmen.“ Dennoch mache es „Spaß, hier zuzuhören“.

## Diskografie
- 1988: Delirium (Demo, Eigenveröffentlichung)
- 1989: Amputation (Demo, Eigenveröffentlichung)
- 1990: Zzooouhh (Album, Prophecy Records)